# Una raó per a viure

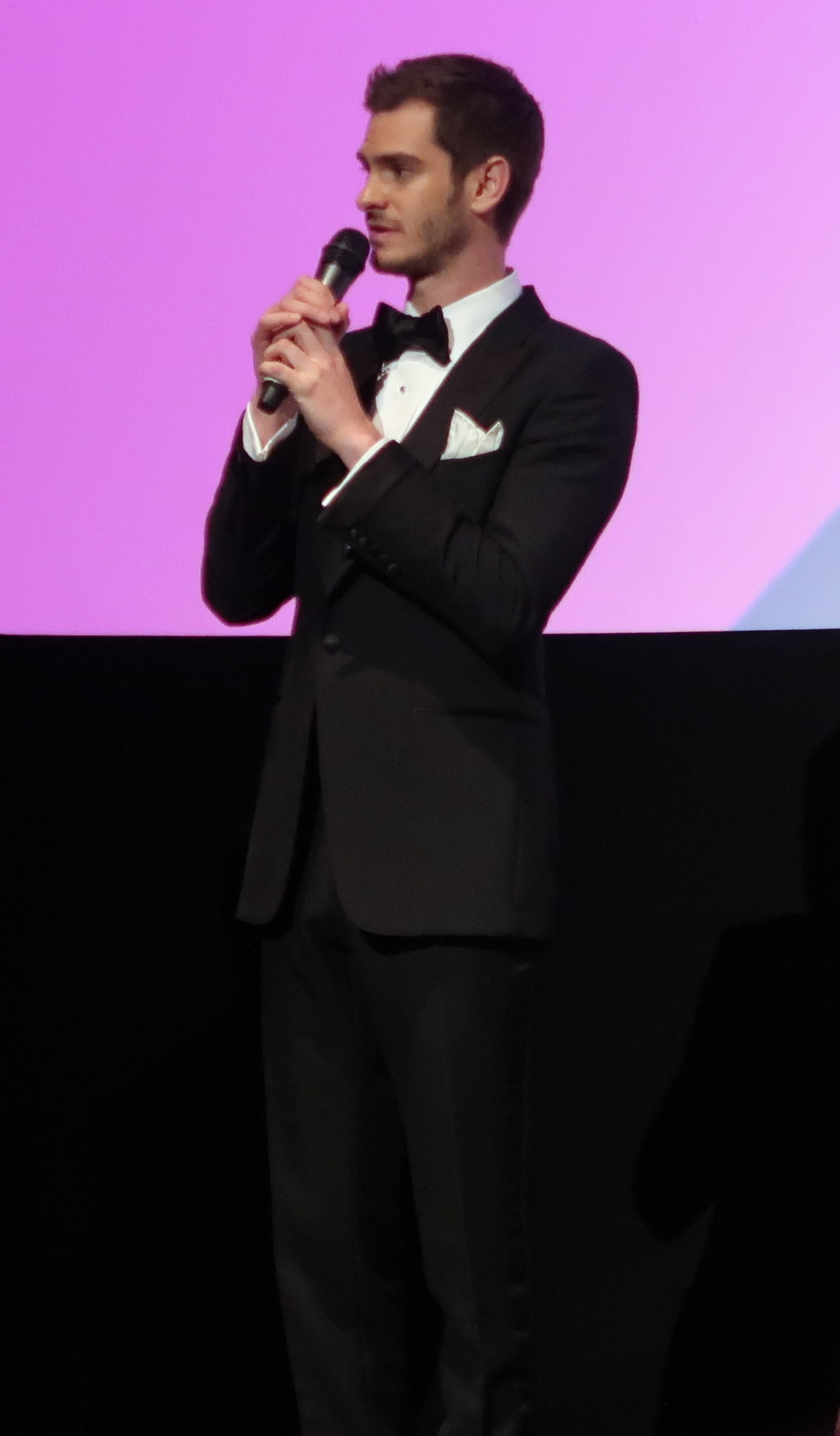
L'actor principal Andrew Garfield a l'estrena de la pel·lícula l'octubre de 2017.

Una raó per a viure o Respira (títol original en anglès, Breathe) és una pel·lícula dramàtica biogràfica del 2017 dirigida per Andy Serkis en el seu debut com a director, a partir d'un guió de William Nicholson. La pel·lícula és protagonitzada per Andrew Garfield, Claire Foy, Hugh Bonneville, Tom Hollander, Ed Speleers i Dean-Charles Chapman; i explica la història d'en Robin Cavendish, que va quedar paralitzat del coll cap avall per la poliomielitis als 28 anys. S'ha doblat al valencià per a À Punt amb el títol d'Una raó per a viure, i al català central per a TV3 amb el nom de Respira.
La pel·lícula es va estrenar al 42è Festival Internacional de Cinema de Toronto l'11 de setembre de 2017. Es va estrenar als Estats Units el 13 d'octubre del mateix any i al Regne Unit el 27 d'octubre. A l'estrena, la pel·lícula va ser rebuda amb crítiques diverses. Els crítics van elogiar la direcció de Serkis i l'actuació de Garfield i Foy, però alguns van considerar que la pel·lícula es va passar de frenada amb el romanç en lloc de centrar-se en la discapacitat de Cavendish i les vides d'ell i de la seva família.